# Dark Water – Dunkle Wasser
Dark Water – Dunkle Wasser ist ein Film des brasilianischen Regisseurs Walter Salles aus dem Jahr 2005. Der Horrorfilm ist eine Neuverfilmung von Hideo Nakatas Dark Water, der wiederum auf einer Kurzgeschichte von Kōji Suzuki basiert. Er wurde von den Filmstudios Touchstone Pictures und Vertigo Entertainment produziert. In Deutschland startete der Film am 22. September 2005 und hatte ca. 230.000 Zuschauer. Bei einem Budget von 30 Millionen US-Dollar spielte er weltweit ca. 50 Millionen US-Dollar ein.

## Handlung
Die psychisch labile Dahlia und ihre kleine Tochter Cecilia ziehen während der Scheidung innerhalb von New York nach Roosevelt Island um. Der Kindsvater Kyle wollte, dass beide in seine Nähe nach Jersey City ziehen, Dahlia ist finanziell jedoch knapp bei Kasse und interessiert sich daher für eine auf der Insel gelegene Massensiedlung.
Schon während der Besichtigung der Wohnung 9-F läuft Cecilia davon und findet auf dem Dach einen „Hello Kitty“-Kinderrucksack – den sie beim mürrischen Hausmeister auf Drängen ihrer Mutter abgibt. Obwohl die Wohnung einen heruntergekommenen Eindruck macht, ziehen Mutter und Tochter ein. Auffallend ist, dass dort, obwohl eine als sehr gut geltende Schule nur zwei Blocks entfernt ist, keine Kinder im Gebäude wohnen, nur ein paar Jugendliche.
Schon nach wenigen Tagen häufen sich merkwürdige Ereignisse: Der Aufzug zeigt ein merkwürdiges Eigenleben und aus dem Wasserhahn kommt ein Haarbüschel. Dazu kommt, dass sich Cecilia eine imaginäre Freundin zulegt, wie in der Schule bemerkt wird. Dahlia wird immer öfter von Albträumen gequält, in denen sie vergeblich nach Versöhnung mit ihrer Mutter sucht.
Daneben geschehen in der Wohnung über ihnen merkwürdige Dinge – es wird getrampelt, und jemand dreht das Wasser auf, das bald darauf seinen Weg durch die Decke in die Wohnung findet. Schließlich fällt auf, dass die imaginäre Freundin Cecilias den gleichen Namen trägt wie das Kind der Vormieter der Wohnung 10-F – „Natasha“.
Dahlia erfährt, dass unklar ist, wo das Mädchen Natasha abgeblieben ist, da beide getrennt lebenden Elternteile annehmen, das Kind sei beim jeweils anderen. Dahlia zieht daraufhin den Schluss, das Kind müsse in der Wohnung 10-F zurückgeblieben sein und dort einen tödlichen Unfall gehabt haben. Sie findet die Leiche des Mädchens im Wasserspeicher auf dem Dach des Hauses.
Dennoch gibt der Geist Natashas keine Ruhe, im Gegenteil, er bedrängt Cecilia in der Schule und die Mutter zu Hause.
Unterdessen hat Dahlia Vertrauen zu ihrem Anwalt Jeff Platzer gefasst, der ihr allerdings auch nicht mehr helfen kann, als es zum großen Zusammenbruch kommt. Cecilia badet; plötzlich sitzt Natasha mit in der Wanne und beginnt, Cecilia zu ertränken. Dabei wird der ganze Raum unter Wasser gesetzt. Um ihre Tochter zu retten, bietet sich Dahlia Natasha als neue Mutter an und verspricht, für immer mit ihr im Haus zu leben. Dahlia ertrinkt schließlich im Badezimmer.
Cecilia trägt von diesem Erlebnis einen Schock davon und wird von ihrem Vater aufgenommen. Als sie ein letztes Mal das Haus betritt, um ihre Sachen zu holen, begegnet sie im Fahrstuhl dem Geist ihrer Mutter, der ihr verspricht, immer für sie da zu sein.

## Kritik
Lexikon des internationalen Films: Ein Horrorfilm alter Schule, der seine Effekte aus unverfänglichen Situationen ableitet, die sich allmählich zu einem Gespinst böser Vorahnungen verdichten. Hervorragende Darsteller unterstützen den weitgehend gelungenen Versuch der Amerikanisierung einer japanischen Vorlage […].